# سلطان حسین بایقرا
سلطان حسین بایقرا (محرم ۸۴۲/می-جون ۱۴۳۸ در هرات - ۱۱ ذی‌الحجه ۹۱۱ ه‍.ق /۴ می ۱۵۰۶ م در روستای بابااِلهی در نزدیکی هرات) پسر امیر منصور پسر بایقرا پسر عمر شیخ پسر تیمور گورکانی و معروف به «خاقان منصور» و معزالسلطنه و ابوالغازی، آخرین سلطان بزرگ از امرای تیموری (فرمانروایی: ۱۵۰۶–۱۴۶۹ م) بود.

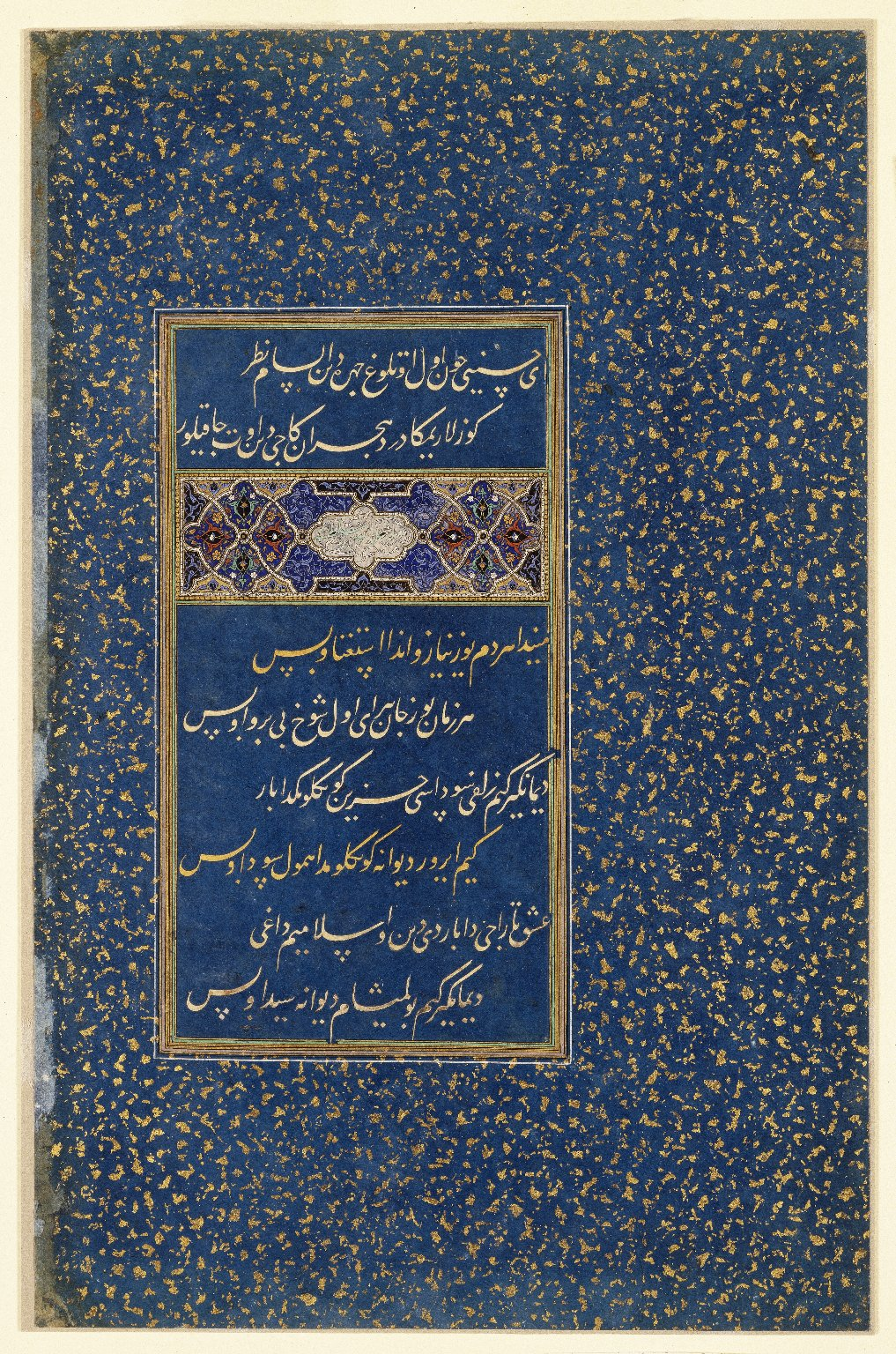
نمونه ای از ترکی جغتایی، اشعار سلطان حسین بایقرا، موزه بروکلین

## زندگی
سلطان حسین بایقرا در سال ۸۶۱ ه‍. ق که خراسان آشفته شده بود، در شهر مرو به پادشاهی نشست و در ذی‌حجهٔ ۸۶۲ ه‍. ق/۱۴۵۹ میلادی استرآباد را فتح کرد و در سال ۸۷۳ ه‍. ق. /۱۴۶۹ میلادی هرات را تسخیر نمود و در ۸۷۴ با میرزا یادگار محمد جنگید و در اواخر سال ۸۷۵ ه‍. ق. با میرزا سلطان محمود جنگید و تا سال ۹۰۲ه‍. ق در غایت دولت و شوکت حکومت کرد؛ و در سال ۹۱۱ ه‍. ق/۱۵۰۶ م درگذشت.

## آثار
او پادشاهی ادب‌پرور و هنردوست بود و وزیر معروفش امیر علیشیر نوایی موجب شهرت دربار او و آبادانی پایتختش هرات شده بود. میر علی هروی از خوشنویسان مهم سده دهم مدتی در دربار وی بوده‌است.
اثری موسوم به مجالس‌العشاق و اشعاری به فارسی و ترکی دارد و تخلصش حسینی بوده‌است.
| سلف: میرزا یادگار محمد | سلسلهٔ تیموریان (در هرات) | جانشین: بدیع‌الزمان میرزا |